# Christian Murro
Christian Murro (Saronno, província de Varese, 19 de maig de 1978) fou un ciclista italià, professional des del 2004 fins al 2008, any que fou sancionat per amb dos anys per un positiu en furosemida.

## Palmarès
- 2001
  - 1r al Circuit Castelnovese
- 2002
  - 1r a la Coppa Colli Briantei
- 2004
  - 1r al Gran Premi de la indústria i el comerç artesanal de Carnago
- 2007
  - 1r a la Tre Valli Varesine